# Diguetia albolineata
Diguetia albolineata és una espècie d'aranya araneomorfa de la família dels diguètids (Diguetidae). És troba als Estats Units i Mèxic.